# Franco Colombo (calciatore)
Franco Colombo (Legnano, 10 ottobre 1917 – ...) è stato un calciatore italiano, di ruolo difensore.

## Carriera
Cresciuto nelle giovanili dell'Ambrosiana, dopo tre anni al Legnano di cui uno in Serie B con 5 presenze, torna nel club milanese dove disputa in prima squadra la stagione 1938-1939. Scende in campo una volta durante la Coppa Italia, vinta proprio dall'Ambrosiana.
Nel 1940 si trasferisce alla Lucchese, dove disputa altre 13 partite in Serie B, e nella stagione 1942-1943 gioca le sue ultime 3 partite nella serie cadetta con la MATER Roma.

## Palmarès

### Giocatore

#### Competizioni nazionali
Coppa Italia: 1 
Ambrosiana-Inter: 1938-1939
- Serie C: 1

M.A.T.E.R.: 1939-1940

## Statistiche

### Presenze e reti nei club
| Stagione        | Club             | Campionato | Campionato | Campionato |
| Stagione        | Club             | Comp       | Pres       | Reti       |
| --------------- | ---------------- | ---------- | ---------- | ---------- |
| 1934-1935       | Legnano          | Serie B    | 5          | 0          |
| 1935-1936       | Legnano          | Serie C    | 13         | 0          |
| 1936-1937       | Legnano          | Serie C    | 23         | 0          |
| 1938-1939       | Ambrosiana-Inter | Serie A    | 2          | 0          |
| 1939-1940       | Gallaratese      | Serie C    | ?          | ?          |
| 1940-1941       | Lucchese         | Serie B    | 13         | 0          |
| 1941-1942       | MATER            | Serie C    | ?          | ?          |
| 1942-1943       | MATER            | Serie B    | 3          | 0          |
| Totale carriera | Totale carriera  |            | 59+        | ?          |